# Datteln
Datteln est une ville portuaire de Rhénanie-du-Nord-Westphalie en Allemagne. Elle est (fait exceptionnel) au carrefour de trois canaux :
- le canal Dortmund-Ems
- le canal Wesel-Datteln
- le canal Datteln-Hamm

Depuis 1984, l’alimentation en eau des canaux du nord-ouest de l’Allemagne est gérée par télécommande au PC hydrologique de Datteln.

## Histoire
| Appartenances historiques Électorat de Cologne 1228-1803 Duché d'Arenberg-Meppen 1803-1810 Grand-duché de Berg 1810-1813 Royaume de Prusse (Province de Westphalie) 1815-1918 République de Weimar 1918-1933 Reich allemand 1933-1945 Allemagne occupée 1945-1949 Allemagne 1949-présent |

## Personnalités
- Dunja Hayali (1974-), une journaliste, animatrice de radio et animatrice de télévision, née à Datteln.

## Énergie
La centrale électrique de Datteln est une centrale alimentée au charbon située sur le canal Dortmund-Ems. L'exploitant de la centrale est Uniper Kraftwerke GmbH. Trois unités datant des années 1960 ont été arrêtées depuis 2014 ; une unité de 1100 mégawatts, Datteln IV, construite à partir de 2007, est entrée en service le 30 mai 2020.
Le 26 août 2021, le tribunal administratif supérieur de Rhénanie du Nord-Westphalie (OVG NRW) a confirmé le bien-fondé d'une action en justice intentée par l'association de protection de la nature BUND, les résidents locaux et la ville voisine de Waltrop, contre la construction de la centrale de Datteln IV et le plan d'aménagement de la ville de Datteln associé. Une seconde action judiciaire est en cours, contestant la légalité du permis d'exploitation de la centrale ; son succès imposerait la fermeture de la centrale bien plus tôt que prévu par le gouvernement allemand (à savoir, 2038).